# Caleb Shepherd
Pour les articles homonymes, voir Shepherd.
Caleb Shepherd, né le 29 juin 1993 à Huntly, est un rameur d'aviron néozélandais spécialiste du poste de barreur.

## Carrière
Aux Championnats du monde juniors d'aviron de 2011 à Dorney Lake (Angleterre), Shepherd remporte l'argent avec le quatre hommes barré. Aux Championnats du monde d'aviron U23 2012 à Trakai en Lituanie, l'embarcation barrée par Shepherd termine à la deuxième place ; l’année suivante, il barre le huit masculin U23 qui devient champion du monde espoir à Linz-Ottensheim en Autriche, titre conservé l'année suivante à Varese, en Italie.
En août 2014, Shepherd est le barreur d'Hamish Bond et d'Eric Murray lorsqu'ils établissent le record du monde en deux de pointe masculin barré aux championnats du monde d'aviron 2014 avec l'or à la clé. Il termine quatrième aux championnats du monde d'aviron 2015 avec le huit masculin, qualifiant le bateau pour les Jeux olympiques de 2016, une première depuis 1984 ; lors des jeux de Rio, le bateau arrive sixième de la finale A.
Les années suivantes, il barre toujours le huit néozélandais avec des places de finalistes aux mondiaux 2017 (sixième) et 2018 (neuvième). En 2019, il passe au huit féminin en tant que barreur, évolution permise en 2017 par la Fédération internationale. Les Néo-Zélandaises remportent les Championnats du monde 2019 à Linz. Aux Jeux olympiques de Tokyo, le huit néo-zélandais féminin remporte la médaille d'argent à 0,91 seconde derrière les Canadiennes ; c'est donc bien un homme qui est médaillé dans une épreuve féminine, de même  que la médaille de bronze est attribuée au barreur Zhang Dechang pour le huit chinois féminin.